# Paul Brytzelius
Paul (senare även Daniel) Brytzelius, född 26 november 1713 i Jonsbergs socken, död 9 april 1773 i Nova Scotia, Kanada, var en svensk präst och herrnhutare.
Brytzelius var son till klockaren i Jonsberg Ragnvald Månsson. Han studerade först i Norrköpings trivialskola och från 1730 vid Linköpings gymnasium, och blev 1734 student vid Uppsala universitet. 1735-36 verkade Brytzelius som privatlärare i Stockholm. 1736 förbjöds han att undervisa tills han skaffat fram ett akademiskt intyg om sin renlärighet då han endast bevistat den pietistvänlige Erik Tolstadius gudstjänster. Han valde i stället att lämna landet och resa till Tyskland, där han skall ha livnärt sig som apotekare. Under denna tid anslöt han sig till herrnhutismen. 
1740 vistades han i Estland och upptogs senare samma år i den herrnhutiska församlingen i Marienborn. 1741 åtföljde Brytzelius Nikolaus Ludwig von Zinzendorf på en resa till Genève och 1742 utsågs han till predikant i Philadelphia och prästvigdes 1743 av den herrnhutiske biskopen David Nitschmann. Samma år blev han präst i Betlehem men utsändes därifrån till att verka som missionär i de svenska församlingarna i Racoon och Pennsneck i New Jersey.
Då de svenska församlingarna där liksom Wicacoa i Pennsylvania saknade kyrkoherde vid den här tiden var tidpunkten lyckosam för Brytzelius. I sin undervisning använde han en till svenska översatt herrnhutisk katekes. Redan samma år råkade han dock i konflikt med den nyutnämnde kyrkoherden i Wicacoa Gabriel Näsman, som krävde att få ensamrätt på att betjäna församlingsborna i Racoon och Penns Neck. Efter att ärendet avgjorts av en jury i Gloucester, New Jersey 1744 och församlingsborna valt att stödja Näsman tvingades Brytzelius att lämna församlingarna. Med tillstånd från Näsman predikade han en tid enskilt i familjerna i trakten med reste kort därpå till Europa, och vistades troligen mestadels i London. 
Under 1751 uppstod ett rykte att han hade för avsikt att företa en missionsfärd till Sverige, vilket gjorde att en varning utgick till konsistoriet i Göteborg för Brytzelius väntade ankomst. Någon missionsresa till Sverige blev dock aldrig av, i stället återvände Brytzelius 1754 till Racoon, där han på grund av den dåvarande svenske pastorns försumlighet till en början hade viss framgång som herrnhutisk missionär. Efterhand började han dock närma sig det svenska lutherska prästerskapet. Kyrkoherden i Kristina och prosten över de svenska församlingarna i Amerika Israel Acrelius ansåg Brytzelius vara en mild och ofarlig man, och verkade för att få honom vigd till svensk präst och ordna honom en församling. Ärkebiskopen ville dock inte understödja detta. 1760 lyckades dock Acrelius efterträdare Karl Magnus Wrangel förmå Brytzelius att övergå till lutherska kyrkan och han utsågs till präst i svenska församlingen i Manathanim i Pennsylvania. 1761 blev han präst i en tysk församling i New Jersey. 
Sedan engelska blivit gudstjänstspråket i församlingarna ökade de engelska myndigheternas motvilja mot icke anglikanska präster, vilket gjorde att Brytzelius 1766-67 överreste till London för att vigas till anglikansk präst. Han kom därefter att verka i den huvudsakligen av tyskar bestående församlingen i Lunenburg, Nova Scotia. Han blev dock inte populär där, den tyske biskopen i Amerika ansåg honom för avfälling från lutherska läran och försökte få honom avsatt. Han kom dock att verka i församlingen fram till sin död.